# Darcy (Einheit)
Das Darcy ist eine Maßeinheit für Permeabilität, benannt nach dem französischen Ingenieur Henry Darcy. Sie ist keine gesetzliche Einheit, ist aber vor allem in der Erdöl- und Hydrogeologie noch stark verbreitet.
Permeabilität ist ein Maß für die Fähigkeit poröser Medien, Flüssigkeiten durchfließen zu lassen. Wie andere Permeabilitätseinheiten hat das Darcy die Dimension einer Fläche, es entspricht von der Vorstellung her ungefähr einer freien Öffnung von (1 µm)².
Die Permeabilität von Gestein wird normalerweise in milliDarcy angegeben (1 mD = 0,001 D), weil Erdöl- und Wasserreservoire typischerweise Permeabilitäten zwischen 5 und 500 mD haben.

## Definition
Das Darcy ist definiert mit Hilfe des Darcy-Gesetzes, das wie folgt geschrieben werden kann:
{\displaystyle v={\frac {\varkappa }{\mu }}\cdot {\frac {\Delta p}{\Delta x}}\quad \Leftrightarrow \quad \varkappa =v\cdot \mu \cdot {\frac {\Delta x}{\Delta p}}}
mit:
- {\displaystyle v} – Filtergeschwindigkeit in cm/s
- {\displaystyle \varkappa } – Permeabilität in Darcy
- {\displaystyle \mu } – dynamische Viskosität der Flüssigkeit in Centipoise
- {\displaystyle \Delta p} der Druckunterschied zwischen A und B in atm
- {\displaystyle \Delta x} die Distanz zwischen A und B in cm

Ein poröses Medium mit einer Permeabilität von 1 Darcy erlaubt also einer Flüssigkeit mit einer Viskosität von 1 Centipoise (1 mPa·s, die Viskosität von Wasser bei 20 °C) unter einem Druckgradienten {\displaystyle {\tfrac {\Delta p}{\Delta x}}} von 1 atm/cm eine Fließgeschwindigkeit von 1 cm/s.